# Марта Стаут
Марта Стаут (енгл. Martha Stout, САД, 12. август 1953) познати је амерички клинички психолог, доктор психијатрије и професор универзитета. Такође се бави и лечењем на приватној клиници. Списатељица је, аутор низа научно-популарних књига које су превођене на европске језике, као и чланака у стручним часописима.

## Образовање и каријера
Марта је специјализирала психолошку праксу у психијатријској болници Маклин. Задобила је звање доктора философије на универзитету Стоуни Брук. Више од 25 година предавала је на клиничком факултету Харвардске медицинске школе. Поред тога, обучавала је студенте на постдипломским студијама Нове школе специјалних истраживања у Њујорку, при Масачусетској школи професионалне психологије и на колеџу Велсли.
Као клинички психолог, има сопствену приватну лекарску клинику у Бостону. Усавршава се у практикама опоравка после психолошке трауме, од пост-трауматског стресног поремећаја и после покушаја самоубиства.
Марта Стаут пише у својим радовима на теме савести, о карактеру и колективној свести. Њени радови из области психологије и културолошки коментари били су објављени у The Boston Globe и Huffington Post The New Republic.

## Књиге
Стаут је написала низ књига о психологији, преведених на многе језике укључујући и „Социопата на следећим вратима: Немилосрдни против нас осталих”, „Мит о здравом разуму: Подељена свест и обећање свести”, и „Покретач параноје: Како политика страха преокреће наш мозак и преобликује наше понашање и како можемо повратити своју храброст”. Године 2005. њена књига „Социопата на следећим вратима” освојила је награду Books for a Better Life, за најбољу књигу из области психологије.
У књизи „Социопата на следећим вратима”, она саветује развијање свести о природи антисоцијалног поремећаја личности како би се избегло да се постане његова жртва и предлаже 13 правила као смернице за самопомоћ за процену односа и понашања према овим карактеристикама. Такође, ту пружа и савете о поступању у ситуацијама када се наиђе на антисоцијално (безсавесно) понашање. Она даје прву модерну психолошку дефиницију савести и појашњава одрживу природу савести у људском животу. Њена књига „Мит о здравом разуму: подељена свест и обећање свести” бави се психолошком траумом и дисоцијацијом (фрагментованом свешћу) у свакодневном животу, те саветује кораке ка опоравку свести. У књизи „Покретач параноје”, која се бави бихевиоралним и неуролошким ефектима политике страха, она осмишља термин „лимбички рат” и говори о односу између опоравка од психолошке трауме и развоја храбрости.

### Списак књига
- 2001 — Мит о здравом разуму: Подељена свест и обећање свести[10] —  978-0142000557.
- 2005 — Социопата на следећим вратима: Немилосрдни против нас осталих[11] —  978-0767915816.
- 2007 — Покретач параноје: Како политика страха преокреће наш мозак и преобликује наше понашање и како можемо повратити своју храброст[12] —  978-0374229993.
- 2020 — Надмудривање социопате на следећим вратима: Како да се заштитите од немилосрдног манипулатора[13][14] —  978-0307589095.

Књига „Социопата на следећим вратима” у српском преводу насловљена је као „Социопата вреба иза угла” —  978-86-10-03954-2.